# Teorema da impossibilidade de Arrow
O Teorema da impossibilidade de Arrow é um teorema atribuído ao economista estadunidense Kenneth Arrow, geralmente aplicável aos sistemas de votação. Ele reflete o fato de que a agregação de ordens de preferência individuais não produz uma ordem de preferência coletiva obedecendo, todas, a certos critérios desejáveis. Sistemas de votação que não são baseados em ordens de preferência, por outro lado, não sofrem tais restrições.

## Definição
O teorema define alguns postulados matemáticos que caracterizam o comportamento racional de um indivíduo e que os expressa por via de uma ordem de preferência; depois, vários indivíduos são colocados juntos para ver se o grupo também segue o mesmo comportamento, com uma ordem de preferência bem definida. A conclusão ao observar o resultado é a impossibilidade de obter uma ordem de preferência do conjunto de forma que satisfaz certas propriedades desejáveis.
Resumindo, no mundo da economia, e assumindo ordens de preferências como as únicas formas de comparação interpessoal, o todo não só é maior como também pode ser bem diferente da soma das partes. O coletivo têm regras próprias de funcionamento e uma racionalidade preferencial diferente das individuais.

## Propriedades
A definição baseia-se na busca por um sistema de votação ideal na base de ordens de preferência, que transforma um conjunto de listas de preferências em uma lista global com as preferências da sociedade. Deste modo, no teorema são consideradas as seguintes propriedades (por serem igualmente desejadas num sistema de votação justo):

### Não ditatorial
Na função de bem-estar social deve-se considerar as preferências de múltiplos participantes. Nesta não se pode simplesmente ter em consideração as preferências de um único participante (chamado de ditador).

### Domínio irrestrito
A função de bem-estar social deve ser definida para qualquer conjunto de preferências. Ou seja, todas preferências devem ser permitidas.

### Independência das alternativas irrelevantes
A função de bem-estar social deve fornecer a mesma avaliação tanto para um subconjunto de preferências quanto para o conjunto completo das mesmas. As mudanças das preferências sob as alternativas irrelevantes, isto é, aquelas que estão fora do conjunto, não devem ter impacto na preferência geral da sociedade sobre o subconjunto em questão.

### Unanimidade
Se todos participantes preferem uma certa alternativa a outra, então deve ser a preferência da sociedade.

## Limitações e interpretação
Em suas considerações, Arrow deliberadamente ignorou sistemas de votação cardinais (baseados em utilidades ou notas), já que inicialmente os considerou indesejáveis por possíveis manipulações de exagero e inconsistências preferenciais. O teorema não se aplica à estes sistemas, como votação por aprovação ou votação por nota, que satisfazem todas as propriedades acima.
Em entrevista, já no final de sua vida, Arrow revelou que provavelmente tais sistemas se comportariam de forma melhor como forma de agregar as preferências da população: 
"Eu estou um pouco inclinado a pensar que sistemas pontuais onde você categoriza em três ou quatro classes provavelmente (apesar do que disse sobre manipulação) é melhor. E isso é olhar para os resultados e ver se todos dizem "sim, isso parece intuitivo e razoável, dados as informações de entrada". E alguns destes estudos foram feitos" (tradução livre)